# Freiwald (Schiff)
Die Freiwald war eine Dampfbarkasse der Neuguinea-Kompagnie.

## Verwendung
Die gedeckte Dampfbarkasse Freiwald wurde zum Jahresende 1891 in Singapur durch Vermittlung des Unternehmens Behn Meyer gebraucht gekauft. Auf dem Deck des Dampfschiffes Devawongse (1.057 BRT, Scottish & Oriental Steam Ship Co.) traf die Barkasse in Friedrich-Wilhelmshafen ein. Im Januar 1892 wurde sie in Betrieb genommen. Die Freiwald diente überwiegend als Transportboot der Astrolabe-Compagnie zur Verbindung der Stationen Maraga, Ermiahafen, Stephansort und Konstantinhafen an der Küste der Astrolabe Bay. Sie transportierte Güter und Post zu festgesetzten Preisen. Je nach Frachtaufkommen wurden Boote in Schlepp genommen. Auch Passagiere wurden befördert: zum Preis von 15 Mark konnten Personen von Friedrich-Wilhelmshafen regelmäßig zu einem der genannten Orte und zurück reisen. Eine Etappe zwischen den Stationen kostete 4 Mark. Außerdem konnte die Freiwald zum Preis von 100 Mark pro Tag gechartert werden.
Trotz seiner geringen Größe und zweifelhaften Profitabilität war das Schiff von hoher Bedeutung für die Küstenschifffahrt in Kaiser-Wilhelms-Land. Anfang der 1890er Jahr besaß die Neuguinea-Kompagnie aufgrund von Schiffsunglücken außer der Freiwald nur das Dampfschiff Ysabel und die Brigg Senta.

## Verbleib
Am 31. Mai 1895 strandete die Freiwald in starker Brandung bei Erimahafen, was zum Totalverlust führte. Für den Verlust wurde der Neuguinea-Kompagnie eine Versicherungssumme ausgezahlt.